# Symaskin

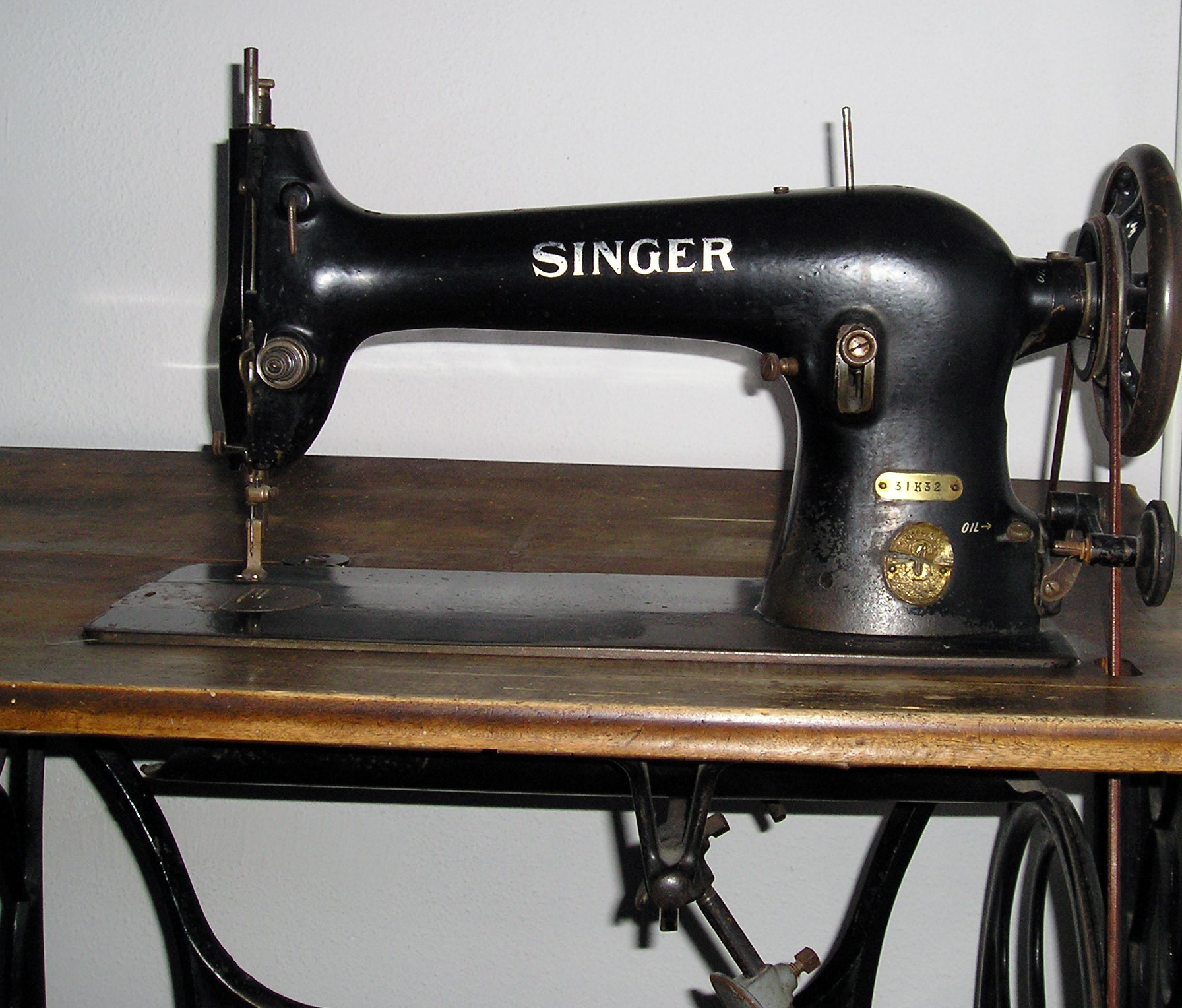
En äldre trampsymaskin från Singer.

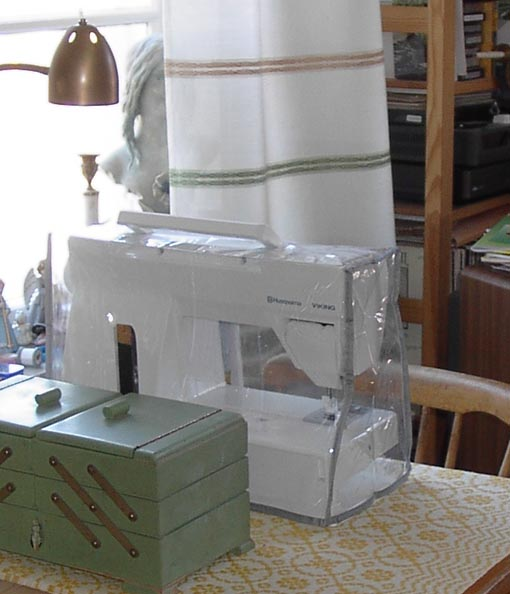
En elektriskt driven Husqvarna från 2003.

En symaskin är en maskin som används för att sy, främst i textil och läder. Symaskinen utvecklades först som en del av den industriella revolutionen, och effektiviserade klädindustrin markant under 1800-talet. Symaskiner finns både som högpresterande industriella maskiner och bärbara mindre maskiner för hemmabruk som dock kan ha avancerade funktioner.

## Användning
Symaskiner för hemmabruk finns i allt från rent mekaniska, hand- eller pedaldrivna modeller till digitaliserade maskiner med många avancerade sömmar, som utöver sömnad även kan brodera. 
De flesta kläder och hemtextilier kan produceras eller repareras på en klassisk hemsymaskin, med hjälp av grundläggande sömmar som raksöm och sick-sacksöm, men för elastiska tyger och tunna material krävs mer avancerade sömmar. Genom att använda speciella pressarfötter och anpassa inställningarna på symaskinen kan även en enkel mekanisk maskin åstadkomma professionella fållar och uppläggningar som blir konfektionsmässiga. Det finns även så kallade overlock-symaskiner för hemmabruk, som kan användas för att sy sömmar i både elastiska och stumma tyger. Det som framför allt skiljer en overlock-symaskin från en vanlig symaskin är att overlocken skär tygets kanter medan de sammanfogas, vilket ger ett precist resultat.
1995 tillverkades totalt 15 miljoner hemsymaskiner i hela världen.

## Teknik

Animation som illustrerar den moderna symaskinens grundläggande teknik för raksöm.

Den moderna symaskinens grundläggande teknik bygger på en övertråd och en undertråd som löper om varandra. Övertråden sitter trädd på nålen. Undertråden ligger i en roterande spole som griper tag om övertrådens ögla när den förs ner med nålens hjälp. Öglan förs därefter runt undertråden så att de slingras om varandra, varpå övertråden sträcks och lyfter undertråden mot tyget samtidigt som tyget matas fram av symaskinens matarfötter. En pressarfot ser till att tyget hålls på plats och i kontakt med matarfötterna.
Matarfötterna är kuggförsedda delar som sitter nersänkta i spår på stygnplåten och höjs samtidigt med en frammatande rörelse mot pressarfoten och tyget i takt med nålens förflyttning upp och ner. För extremt tunna tyger kan matningen kopplas bort för att undvika skador på tyget, eller minskas vid sömnad av knapphål då stygnen ska ligga tätt packade intill varandra. Matarfötterna inaktiveras även vid maskinstoppning, då det plagg som ska repareras, förs fram och tillbaka för hand. Den vanliga pressarfoten är då ersatt av en speciell stoppningsfot, som automatiskt lyfts någon millimeter då nålen är i sitt översta läge, och inte hindrar manuell förflyttning av plagget. 
Principen med roterande skyttel (dvs undertråd) var den grundläggande idén i Singers patent. Andra konstruktioner hade en teknik med en fram—och—återgående skyttel, som då kringgick Singers patent. Gamla Husqvarna trampmaskiner hade den tekniken.
En helt annan lösning fanns i Sveamaskinen där en ett par centimeter lång spole (bobin) med ca 6 mm diameter för undertråden låg stilla, medan övertråden slingrades kring undertråden. För att det skall fungera måste övertråden trädas efter ett komplicerat program, en kunskap som med tiden nästan helt gått förlorad. Vanligtvis är även tillhörande bruksanvisningar förlorade, men kan eventuellt fortfarande hittas antikvariskt eller i röjningar efter dödsbon.
De första fungerande symaskinerna kunde sy upp till 300 stygn/minut. Detta kan jämföras med de cirka 50 stygn/minut en tränad person kan åstadkomma vid vanlig handsömnad, där man för att kunna sy snabbt kunde använda extremt korta så kallade franska synålar för att det skulle gå fort att dra dem genom tyget. Dagens hemsymaskiner kan sy med upp till cirka 1 000 stygn/minut, men för särskilt besvärliga passager kan även en speciell låghastighetsväxel kopplas in.

## Historia
Hemsymaskinen är en av de äldsta hushållskapitalvarorna, men den industriella maskinen är ännu äldre och kom som en del av den industriella revolutionen. Engelsmannen Thomas Saint patenterade den första symaskinen 1790. Enligt skisserna var maskinen helt i trä, vevdriven och avsedd för sömnad av skor och andra svårsydda material med hjälp av entrådigt kedjestygn, men det är osäkert om maskinen någonsin tillverkades under Thomas Saints livstid.
Det finns däremot flera dokumenterade tillverkningar av symaskiner från 1800-talets början. År 1830 fick en fransk skräddare vid namn Barthélemy Thimonnier (1773–1857) patent på den första entrådiga kedjesömsmaskinen som vann någorlunda spridning. Samma år var han också med och grundade världens första företag för tillverkning av maskinsydda kläder, baserat i Paris och med fokus på soldatuniformer. Det blev dock ingen succé då fabriken bara ett år senare stormades och förstördes av lokala skräddare som var rädda för att förlora jobben.
Två-trådiga symaskiner, som möjliggör raksöm, kom att utvecklas huvudsakligen i USA. Uppfinnaren Walter Hunt designade den första så kallade skyttel-symaskinen runt 1835, dock utan att patentera den och han tillverkade endast få exemplar. Tekniken som används i moderna maskiner utvecklades först av Elias Howe och sedan Isaac Merrit Singer, även de amerikaner. Den senares symaskinsfabrik Singer grundades 1851 och blev snabbt världsledande. 1856 lanserades Singers första maskin för hemmabruk ("the GrasshopperTM") vilken fick stor spridning och "det röda S:et", Singer-maskinernas signum, hade på 1870-talet blivit ett av världens mest kända varumärken. Isaac Merrit Singer har kommit att få den största äran för uppfinningen, men blev stämd av Elias Howe för patentstöld då flera viktiga egenskaper i Singers maskin stulits från Elias Howes design. Enligt NE framgår att Howes maskin arbetade med både över- och undertråd och att den hade en skyttel och nål med ett öga i spetsen. Singer-fabriken var dock först med sick-sacksöm och senare den elektriska symaskinen. Den första symaskinsfabriken i Europa var Pollack & Schmidt i Hamburg. Den öppnades 1863.
The Beatles tillägnade sin film Help! till Elias Howe för att han "1846 uppfann symaskinen".

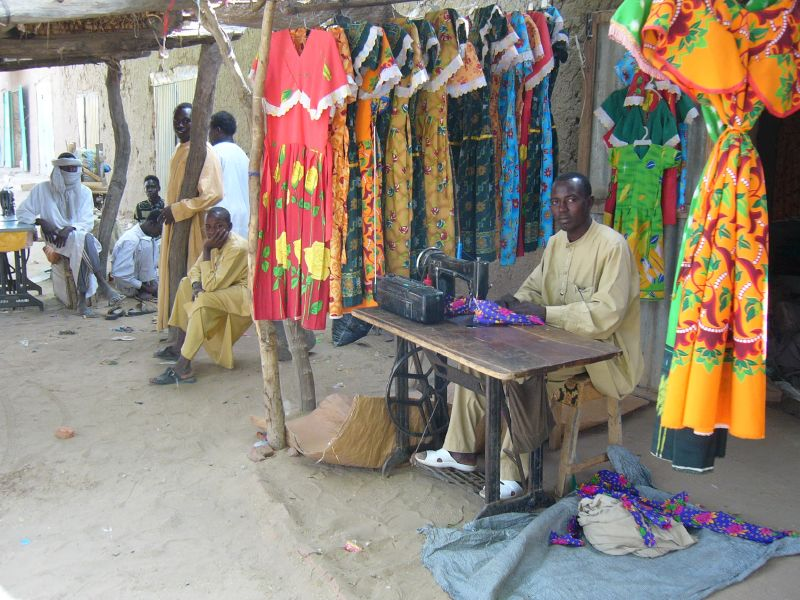
Skräddare i Tchad med batteriradio och trampsymaskin.

Runt 1900-talets början introducerades de första eldrivna symaskinerna, först för industrin. Ofta var ett antal maskiner stelt uppställda i en rad med en genomgående axel som drevs av en gemensam elmotor. Något senare kom elektriska symaskiner för hemmabruk med en individuell motor för varje maskin, monterad under bordet. Hastigheten reglerades till att börja med genom en spak, som styrdes med höger knä. Senare infördes en separat pedalanordning där pedalen var förbunden med symaskinens motor via en kort sladd och hastigheten styrdes genom olika hårt tryck med foten. Den lösningen är allenarådande vid dagens symaskiner. Det togs även fram tillsatser med vilka man kunde koppla en elektrisk drivning till en trampsymaskins drivhjul. Trampsymaskiner används dock fortfarande, framför allt i länder med outvecklat elnät. En föregångare till trampsymaskinen saknade trampanordning, i stället vevades maskinens svänghjul för hand med ett litet handtag. Denna modell har länge förekommit i U-länder så att man i enklare bostäder eller med nomadiserande befolkning undviker det tunga och skrymmande underredet (och heller inte behöver betala för det).

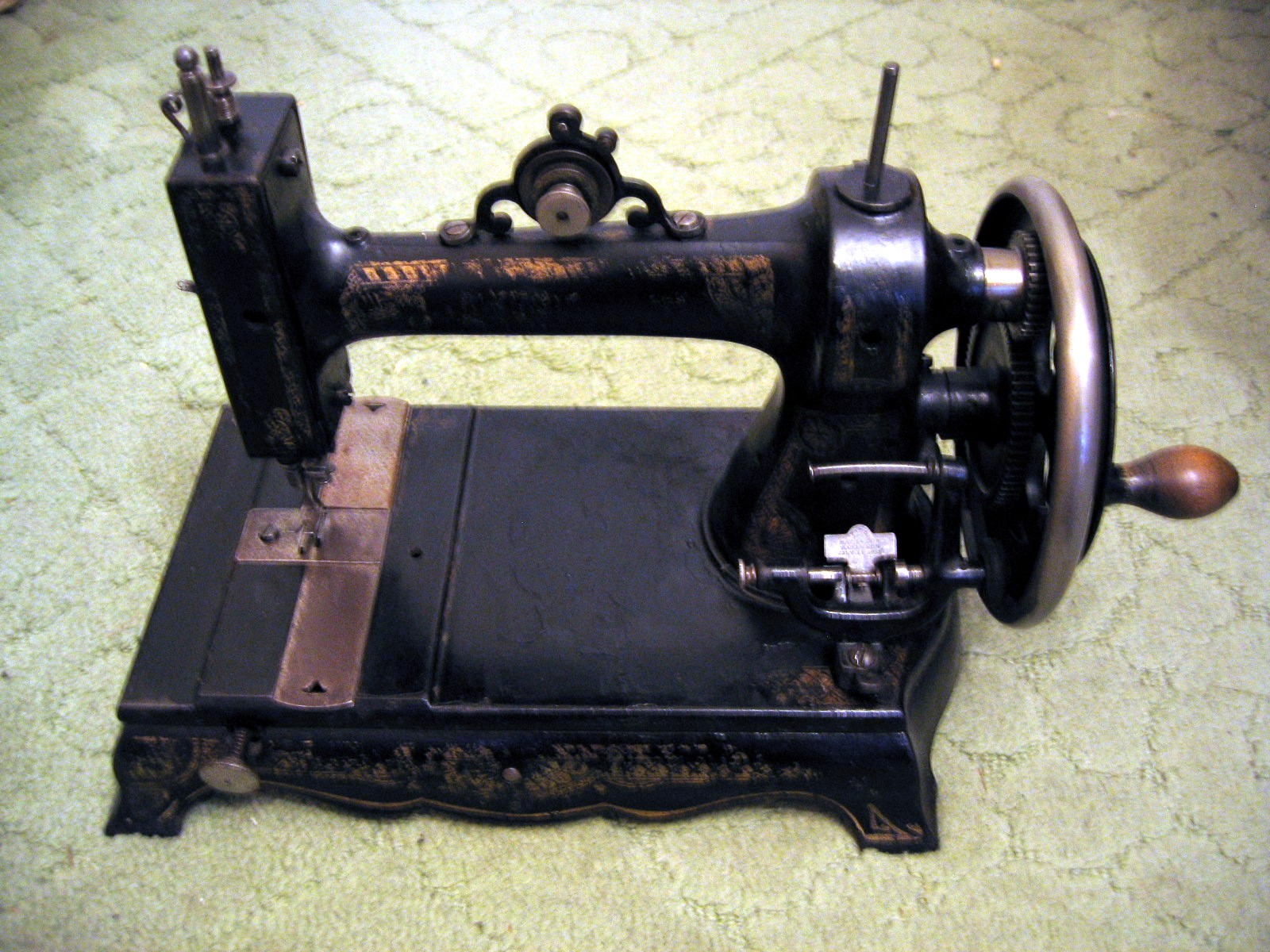
Handvevad symaskin som inte behöver stativ. Hjulet, där handtaget sitter, är utformat som en kuggväxel för att ge stor fart åt nålens rörelse. Nedtill syns en för undertråden inkopplingsbar spolmaskin, som drivs från det stora kugghjulet med handtaget.

I industriländer använder privatpersoner ibland hundra år gamla trampmaskiner på grund av att maskineriet i dessa maskiner höll en hög kvalitet och att trampmaskinerna klarar tjockare material än de flesta moderna maskiner för amatörbruk. Strax innan elektrifieringen konstruerades den första maskinen för knapphålssömmar, vilket i alla tider varit något av ett "nålsöga" att klara av, både för maskinen i sig och för den som använder maskinen.

### Sverige

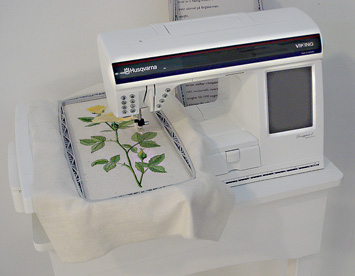
Husqvarna Viking är en modern symaskin som till stora delar är datoriserad.

Vid Nordamerikanska inbördeskrigets slut, när industrin kom igång med civil produktion, var symaskiner en av de varor som snabbt började spridas i Europa och Sverige. I 1862 års upplaga av Göteborgs Adresskalender finns en annons från firman Hagström & Hallgren som erbjuder den amerikanska symaskinen Wheeler & Wilson till ett pris av 200 riksdaler. Wheeler & Wilsons symaskiner annonseras ut i Göteborgs Adresskalender in på 1870-talet. Även Tyskland konkurrerade med kopior på de amerikanska maskinerna. I Sverige startades år 1872 symaskinstillverkningen vid Husqvarna Vapenfabrik i Jönköping (senare Viking Sewing Machines) och de blev snabbt den dominerande tillverkaren på den svenska marknaden. Redan 1865 hade dock en symaskinsfabrik startat i Mora. Även i Göteborg fanns det en symaskinsfabrik, Göteborgs Symaskinsfabrik; i 1872 års utgåva av stadens adresskalender annonserar de ut sina symaskiner . De första Husqvarna-maskinerna var svarta, precis liksom Singers. I mitten av 1900-talet kom den traditionella "gröna Husqvarnan" som senare ersattes av formgivna, oftast vita maskiner.

## Industriella symaskiner
För konfektionsindustrin finns ett stort antal specialtillverkade symaskiner, som delas in i grupper allt efter den huvudsakliga sömnadsmetoden, stygnutförandet: Skyttelsömmaskinen (med under och övertråd), enkel- respektive dubbel kedjesömsmaskin, overlockmaskin, täckstygnsmaskin eller blindstygnsmaskiner.
Industrisymaskinerna kan sy med 6000—9000 stygn/minut.
År 1995 tillverkades 1,5 miljoner industrisymaskiner i hela världen

## Exempel på tillverkare
- Bernina
- Gritzner
- Hugin (Kooperativa Förbundet:s varumärke, legotillverkad)
- Husqvarna
- Pfaff
- Singer
- Brother